# Monte Carter
Pour les articles homonymes, voir Carter.
Monte Carter est un acteur, scénariste et réalisateur américain, né le 15 janvier 1884 à San Francisco, Californie, ville où il est mort le 14 novembre 1950.

## Filmographie

### comme acteur
- 1928 : Midnight Life de Scott R. Dunlap : Steve Saros
- 1929 : Melody Lane : Stage Manager
- 1930 : The Duke of Dublin
- 1931 : The Vice Squad : Max Miller
- 1931 : Scène de la rue (Street Scene) de King Vidor
- 1932 : No Living Witness (en) de E. Mason Hopper : Looey
- 1934 : Redhead : Donterini
- 1935 : The Best Man Wins (en) d'Erle C. Kenton : Seaman
- 1935 : Bas le masque (Behind the Evidence) de  Lambert Hillyer : Roadhouse Proprieter
- 1935 : Toute la ville en parle (The Whole Town's Talking)
- 1935 : Hail, Brother
- 1935 : The Drunkard (en) d'Albert Herman : Mr. Rogers
- 1935 : What Price Crime ? (en) d'Albert Herman
- 1935 : After the Dance (en) de  Leo Bulgakov : Proprietor
- 1935 : Unknown Woman (en) d'Albert S. Rogell : Italian
- 1935 : Make a Million (en) de  Lewis D. Collins : Benny
- 1935 : Désirs secrets (Alice Adams) : Waiter at Restaurant
- 1935 : Confidential (en) d'Edward L. Cahn : Giuseppe Tomasso Giaconelli
- 1935 : Too Tough to Kill (en) de D. Ross Lederman : Tony (miner)
- 1936 : Transatlantic Follies (Anything Goes) de Lewis Milestone : Photographer
- 1936 : Le Rêve de sa vie (Give Us This Night) d'Alexander Hall : Fisherman
- 1937 : Million Dollar Racket (en) de Robert F. Hill : Lefty
- 1938 : The Sunset Murder Case : Staufer
- 1940 : Private Affairs (en) d'Albert S. Rogell : Johnson

### comme scénariste
- 1929 : Come Across (en)
- 1930 : Live and Learn
- 1930 : Mind Your Business
- 1930 : Dangerous Youth
- 1931 : Parading Pajamas

### comme réalisateur
- 1929 : The Smooth Guy
- 1930 : Pick 'Em Young
- 1930 : Two Fresh Eggs
- 1930 : Mind Your Business